# Fagonia laevis
Espèce
Classification phylogénétique
Fagonia laevis est un arbuste pérenne de la famille des Zygophyllaceae originaire du sud-ouest des États-Unis et du nord du Mexique.

## Description morphologique

### Appareil végétatif
Cet arbuste bas et arrondi présente un feuillage épars, constitué de feuilles opposées. Chaque feuille est en fait découpée en trois petits folioles lancéolés, de 3 à 12 mm de long (ces folioles réduits, qui présentent une faible surface d'évaporation, sont une adaptation à la sécheresse). Ses tiges vertes sont ramifiées et de section anguleuse. La plante, aux branches très ramifiées, peut atteindre entre 20 et 60 cm de hauteur.

### Appareil reproducteur
La floraison survient entre mars et mai et parfois, selon la pluviosité annuelle, une deuxième fois entre novembre et janvier.
Les fleurs apparaissent au bout des tiges. Ce sont de petites fleurs mauve pâle en forme d'étoile, qui mesurent environ 1,2 cm de diamètre. Le calice est composé de 5 sépales, la corolle de 5 pétales étroits, l'ovaire est constitué de 5 lobes et la fleur contient 10 étamines. Le fruit est une capsule à 5 lobes, de 4 à 5 mm de large, généralement couverte de poils minuscules,.

## Répartition et habitat
Fagonia laevis pousse sur les pentes rocheuses ou au fond des vallées des zones désertiques, à une altitude inférieure à 700 m.
Son aire de répartition s'étend dans le sud-ouest de l'Amérique du Nord, du sud-est de la Californie et du sud de l'Utah jusqu'au nord-ouest du Mexique,.

## Systématique
Cette espèce a été décrite en 1911 par le botaniste américain Paul Carpenter Standley dans "Proceedings of the Biological Society of Washington". Elle a parfois été considérée comme une sous-espèce ou comme une variété de Fagonia californica (Standl.), mais cette proposition a été rejetée. Fagonia longipes est une appellation synonyme de cette espèce.